# Плохинская волость
Плохинская волость — административно-территориальная единица в составе Жиздринского уезда Калужской (с 1920 – Брянской) губернии.
Административный центр — село Плохино.

## История
Волость была образована в ходе реформы 1861 года. На территории волости находилось 9 селений: деревни Дмитровка, Дубна, Дудорово 1-е (Караблинка), Дудорово 2-е, Обухово и Старица, сёла Медынское, Никитское (Шопино) и Плохино.
Население волости составляло в 1880 году — 6967, в 1896 — 8683, в 1913 — 12 169, в 1920 — 7992 человека.
В 1920-е годы, при укрупнении волостей, к Плохинской волости были присоединены соседние Крапивенская, Соповская и Холмищенская волости. В состав укрупнённой волости вошло 53 селения, её площадь увеличилась до 579 км², а население составило 30 513 человек. 
В 1928 году население волости достигло 31,3 тыс. человек.
По состоянию на 1 января 1928 года, Плохинская волость включала в себя следующие сельсоветы: Афанасовский, Бобровский, Бруснянский, Веснинский, Вязовенский, Крапивенский, Медынцевский, Мелиховский, Никитинский, Обуховский, Озеренский, Плохинский, Соповский, Старицкий, Холмищинский, Чухловский.
В 1929 году, с введением районного деления, волость была упразднена, а на её территориальной основе сформирован Плохинский (ныне Ульяновский) район Сухиничского округа Западной области (ныне входит в состав Калужской области).